# 노모스
노모스(Nomos)는 고대 이집트의 지역적 구분이었다.
각 노모스는 고대 이집트의 주지사(Nomarch)에 의해 통치되었다. 노모스의 수는 고대 이집트 역사의 여러 기간에 걸쳐 변화되었다.
나카타Ⅰ기 무렵부터 이집트에는 토템 씨족으로 이룬 촌락이 형성되어 게르제기에는 몇 개의 촌락이 모여 노모스(州)를 만들고 그 중심이 되었던 촌락의 토템이 노모스의 주신(主神)이 되었다. 선왕조기 말기에는 상이집트에 22, 하이집트에 20의 노모스가 존재하였다.